# ۴۶۶ (میلادی)
۴۶۶ (میلادی) چهارصد و شصت و ششمین سال تقویم میلادی است.

## درگذشتگان
- تئودوریک دوم، پادشاه ویزیگوت‌ها

‎